# De dansande andarnas skog
De dansande andarnas skog är en svensk-kanadensisk-kongolesisk dokumentärfilm av Linda Västrik från 2013. Den är producerad av Västrik och kanadensaren Mila Aung Thwin.

## Handling
Filmen skildrar en pygméstam i den tropiska regnskogen vid Kongofloden, med vilken regissören Västrik levt i perioder. Västrik följer deras vardagsliv, ritualer, graviditeter och dödsfall samt påpekar att stammens framtid hotas av internationella bolags skogsavverkning.

## Om filmen
De dansande andarnas skog producerades av Västrik och  Mila Aung Thwin vid kanadensiska Eye Steel Film. Filmen är fotograferad av Västrik på 16-millimetersfilm. Filmen hade under inspelningen arbetstitlarna Inkulal och Landskapet.  De dansande andarnas skog hade premiär den 26 januari 2013 på Göteborgs filmfestival och biografpremiär 29 november 2013.
Filmen fick överlag bra recensioner. "Häpnandsväckande och imponerande om isolerade pygméstammar i Kongos inre. En film som ställer alla fördomar på ända." skrev Dagens Nyheters recensent. Den nominerades till Guldbaggen i kategorin Bästa dokumentärfilm 2014.